# Эберсдорф (Штирия)
Эберсдорф (нем. Ebersdorf (Steiermark)) — коммуна в Австрии, в федеральной земле Штирия. 
Входит в состав округа Хартберг.  Население составляет 1191 человек (на 31 декабря 2005 года). Занимает площадь 17,1698 км². Официальный код  —  60705.

## Политическая ситуация
Бургомистр коммуны — Геральд Майер (АНП) по результатам выборов 2005 года.
Совет представителей коммуны (нем. Gemeinderat) состоит из 15 мест.
- АНП занимает 11 мест.
- АПС занимает 4 места.